# Maloelap
Maloelap è un atollo dell'Oceano Pacifico.  Appartenente alle isole Ratak è amministrativamente una municipalità delle Isole Marshall. Ha una superficie di 9,8 km², una laguna di 972.7 km² e 856 abitanti (1999).
L'atollo comprende 75 isolette di cui 5 abitate: Taroa, Kaben, Airok, Ollet e Jang.

## Popolazione
| Popolazione |      |      |      |      |      |      |  |  |  |
| Anno        | 1958 | 1967 | 1973 | 1980 | 1988 | 1999 |  |  |  |
| Abitanti    | 454  | 494  | 432  | 614  | 796  | 856  |  |  |  |
|             |      |      |      |      |      |      |  |  |  |